# تمارة وول
تمارة وول (بالإنجليزية: Tamara Wall)‏ هي ممثلة بريطانية، ولدت في 23 يوليو 1977 في سري في المملكة المتحدة.

## وصلات خارجية
- تمارة وول على موقع IMDb (الإنجليزية)
- تمارة وول على موقع كينوبويسك (الروسية)